# Référendum croate sur l'adhésion à l'Union européenne
Le référendum sur l'adhésion de la Croatie à l'Union européenne est un référendum qui s'est tenu le 22 janvier 2012. La campagne officielle a débuté le 3 janvier 2012. Le « oui » au référendum et l’adhésion de la Croatie à l'Union européenne sont soutenus par tous les grands partis de Croatie présents au Sabor. L'opposition est soutenue principalement par le Parti croate du Droit (HSP), un parti d'extrême droite qui a perdu sa représentation au parlement croate lors des précédentes élections législatives.

## Contexte
La Croatie a déposé sa candidature à l'entrée dans l'Union européenne (UE) en 2003 et la Commission européenne l'a validée début 2004, faisant du pays un candidat officiel. Le Conseil européen a accordé le statut de candidat à la Croatie mi-2004. Les négociations d'accession, prévue pour mars 2005, commencèrent en octobre de la même année. Ces négociations furent terminées le 30 juin 2011 et la Croatie signa le traité d'adhésion le 9 décembre 2011 afin de devenir le 28e membre de l'UE. Le processus de ratification par les parlements des 27 membres s'est terminé au mois de juin 2013. La Croatie est ainsi entrée dans l'Union européenne le 1er juillet 2013. En plus de la ratification par les États membres de l'UE, l'entrée de la Croatie nécessitait qu'un référendum soit tenu (article 142 de la Constitution croate). Ce référendum a été fixé au 22 janvier 2012.

## Organisation
La commission électorale croate a fixé le référendum au 22 janvier 2012 dans les 6 750 bureaux de vote du public. La Constitution croate a été amendée en 2010 afin de permettre la validation du scrutin quel que soit le taux de participation.

## Résultats
Le « oui » l'a emporté très largement avec plus de 66 % des voix, le non atteignant 33 %. Bien qu'il s'agisse d'un référendum national et que seul le résultat obtenu à l'échelle nationale importe, la commission électorale a publié les résultats de chaque comitat, ainsi que de toutes les villes et municipalités. L'adhésion à l'UE a été approuvée dans tous les comitats et seules 18 des 556 villes ou municipalités ont voté majoritairement pour le « non ».
La faible participation (moins de 44 %) a été attribuée à une absence de mise à jour des listes électorales. Il y aurait ainsi 900 000 électeurs inexistants sur les listes (décès, changement de résidence). La mise à jour de ces listes aurait permis de dépasser les 50 % de participation.
| Réponse                         | Voix      | %        |
| ------------------------------- | --------- | -------- |
| Oui                             | 1 299 008 | 66,27 %  |
| Non                             | 649 490   | 33,13 %  |
| Blancs ou Nuls                  | 11 733    | 0,60 %   |
| Total (participation : 43,51 %) | 1 960 231 | 100,00 % |

| 66,27 % | 33,13 % |
| Oui     | Non     |

## Compléments